# 1873 год
1873 (ты́сяча восемьсо́т се́мьдесят тре́тий) год  по григорианскому календарю — невисокосный год, начинающийся в среду. Это 1873 год нашей эры, 3‑й год 8‑го десятилетия XIX века 2‑го тысячелетия, 4‑й год 1870‑х годов. Он закончился 152 года назад.
| Пн | Вт | Ср | Чт | Пт | Сб | Вс |
|    |    | 1  | 2  | 3  | 4  | 5  |
| 6  | 7  | 8  | 9  | 10 | 11 | 12 |
| 13 | 14 | 15 | 16 | 17 | 18 | 19 |
| 20 | 21 | 22 | 23 | 24 | 25 | 26 |
| 27 | 28 | 29 | 30 | 31 |    |    |

| Пн | Вт | Ср | Чт | Пт | Сб | Вс |
|    |    |    |    |    | 1  | 2  |
| 3  | 4  | 5  | 6  | 7  | 8  | 9  |
| 10 | 11 | 12 | 13 | 14 | 15 | 16 |
| 17 | 18 | 19 | 20 | 21 | 22 | 23 |
| 24 | 25 | 26 | 27 | 28 |    |    |

| Пн | Вт | Ср | Чт | Пт | Сб | Вс |
|    |    |    |    |    | 1  | 2  |
| 3  | 4  | 5  | 6  | 7  | 8  | 9  |
| 10 | 11 | 12 | 13 | 14 | 15 | 16 |
| 17 | 18 | 19 | 20 | 21 | 22 | 23 |
| 24 | 25 | 26 | 27 | 28 | 29 | 30 |
| 31 |    |    |    |    |    |    |

| Пн | Вт | Ср | Чт | Пт | Сб | Вс |
|    | 1  | 2  | 3  | 4  | 5  | 6  |
| 7  | 8  | 9  | 10 | 11 | 12 | 13 |
| 14 | 15 | 16 | 17 | 18 | 19 | 20 |
| 21 | 22 | 23 | 24 | 25 | 26 | 27 |
| 28 | 29 | 30 |    |    |    |    |

| Пн | Вт | Ср | Чт | Пт | Сб | Вс |
|    |    |    | 1  | 2  | 3  | 4  |
| 5  | 6  | 7  | 8  | 9  | 10 | 11 |
| 12 | 13 | 14 | 15 | 16 | 17 | 18 |
| 19 | 20 | 21 | 22 | 23 | 24 | 25 |
| 26 | 27 | 28 | 29 | 30 | 31 |    |

| Пн | Вт | Ср | Чт | Пт | Сб | Вс |
|    |    |    |    |    |    | 1  |
| 2  | 3  | 4  | 5  | 6  | 7  | 8  |
| 9  | 10 | 11 | 12 | 13 | 14 | 15 |
| 16 | 17 | 18 | 19 | 20 | 21 | 22 |
| 23 | 24 | 25 | 26 | 27 | 28 | 29 |
| 30 |    |    |    |    |    |    |

| Пн | Вт | Ср | Чт | Пт | Сб | Вс |
|    | 1  | 2  | 3  | 4  | 5  | 6  |
| 7  | 8  | 9  | 10 | 11 | 12 | 13 |
| 14 | 15 | 16 | 17 | 18 | 19 | 20 |
| 21 | 22 | 23 | 24 | 25 | 26 | 27 |
| 28 | 29 | 30 | 31 |    |    |    |

| Пн | Вт | Ср | Чт | Пт | Сб | Вс |
|    |    |    |    | 1  | 2  | 3  |
| 4  | 5  | 6  | 7  | 8  | 9  | 10 |
| 11 | 12 | 13 | 14 | 15 | 16 | 17 |
| 18 | 19 | 20 | 21 | 22 | 23 | 24 |
| 25 | 26 | 27 | 28 | 29 | 30 | 31 |

| Пн | Вт | Ср | Чт | Пт | Сб | Вс |
| 1  | 2  | 3  | 4  | 5  | 6  | 7  |
| 8  | 9  | 10 | 11 | 12 | 13 | 14 |
| 15 | 16 | 17 | 18 | 19 | 20 | 21 |
| 22 | 23 | 24 | 25 | 26 | 27 | 28 |
| 29 | 30 |    |    |    |    |    |

| Пн | Вт | Ср | Чт | Пт | Сб | Вс |
|    |    | 1  | 2  | 3  | 4  | 5  |
| 6  | 7  | 8  | 9  | 10 | 11 | 12 |
| 13 | 14 | 15 | 16 | 17 | 18 | 19 |
| 20 | 21 | 22 | 23 | 24 | 25 | 26 |
| 27 | 28 | 29 | 30 | 31 |    |    |

| Пн | Вт | Ср | Чт | Пт | Сб | Вс |
|    |    |    |    |    | 1  | 2  |
| 3  | 4  | 5  | 6  | 7  | 8  | 9  |
| 10 | 11 | 12 | 13 | 14 | 15 | 16 |
| 17 | 18 | 19 | 20 | 21 | 22 | 23 |
| 24 | 25 | 26 | 27 | 28 | 29 | 30 |

| Пн | Вт | Ср | Чт | Пт | Сб | Вс |
| 1  | 2  | 3  | 4  | 5  | 6  | 7  |
| 8  | 9  | 10 | 11 | 12 | 13 | 14 |
| 15 | 16 | 17 | 18 | 19 | 20 | 21 |
| 22 | 23 | 24 | 25 | 26 | 27 | 28 |
| 29 | 30 | 31 |    |    |    |    |

## События
- Долгая депрессия.
- 1 января — в Японии принят григорианский календарь.
- 10 января — военная реформа в Японии: по инициативе Омуры Масудзиро и Ямагаты Аритомо, правительство ввело в стране всеобщую воинскую повинность[1].
- 11 февраля — отрёкся от престола король Испании Амадей I Савойский[2]. Испания провозглашена республикой[3].
- 1 апреля — крушение британского лайнера «Атлантик»[4].
- 3 апреля — избирательная реформа в Австро-Венгрии. Введены прямые выборы в рейхсрат во всех куриях, кроме сельской[5].
- 1 мая — в Вене открылась Международная промышленная выставка[6].
- 5 мая — заключён Скандинавский валютный союз между Данией и Швецией.
- 9 мая — крах Венской биржи, ознаменовавший начало мирового экономического кризиса, продолжавшегося до 1879 года[6].
- 1 июня — резня в Сайпресс-Хилл.
- 4 июня — на пост президента Гватемалы вступил либерал Хусто Руфино Барриос[7].
- 6 июня — российский император Александр II и император Австро-Венгрии Франц Иосиф I заключили консультативное соглашение[6].
- 29 июня — землетрясение в Альпаго, разрушительный смерч в Вене.
- 24 августа — между Россией и Хивинским ханством заключён Гендемианский мир[8].
- 27 августа — в Гватемале принят закон о секуляризации имущества католической церкви[7].
- 7 сентября — президентом Испанской республики стал председатель кортесов Эмилио Кастелар-и-Риполи[9].
- 23 октября — германский император Вильгельм I присоединился к консультативному соглашению императоров Александра II и Франца Иосифа[6].

### События без точных дат
- Военный инженер В. А. Пашкевич построил первую в России аэродинамическую трубу. Она использовалась для опытов в области баллистики.
- Дебаты о завоевании Кореи в правящих кругах Японии.
- Сьюаллис Ширли основал английский Кеннел-клуб.

## Родились
См. также: Категория:Родившиеся в 1873 году
- 1 января — Мариано Асуэло, мексиканский врач, литературный критик, писатель и политик (ум. 1952).
- 14 января — Моисей Соломонович Урицкий, российский революционный и политический деятель (убит 1918).
- 18 января — Хаим Нахман Бялик, еврейский поэт и прозаик (ум. 1934).
- 20 января — Йоханнес Вильгельм Йенсен, датский поэт, писатель, лауреат Нобелевской премии в области литературы (1944) (ум. 1950).
- 28 января — Ахмет Байтурсынулы, казахский общественный деятель, просветитель, учёный-лингвист, литературовед, тюрколог и переводчик (расстрелян 1937).
- 4 февраля — Михаил Михайлович Пришвин, русский советский писатель, автор произведений о природе, охотничьих рассказов, произведений для детей разного возраста (ум. 1954).
- 8 февраля — Дмитрий Иванович Введенский, русский православный учёный, богослов, библеист, гебраист, египтолог, церковный и библейский историк (ум. 1954).
- 13 февраля — Фёдор Иванович Шаляпин, русский оперный и камерный певец, высокий бас (ум. 1938).
- 25 февраля — Энрико Карузо, итальянский оперный певец (тенор) (ум. 1921).
- 1 апреля — Сергей Васильевич Рахманинов, русский композитор, пианист и дирижёр; крупнейший представитель мирового пианистического искусства (ум. 1943).
- 3 апреля — Амангельды Иманов, руководитель восстания 1916 года в Казахстане (ум.1919).
- 1 мая — Константин Николаевич Игумнов, русский и советский пианист и педагог (ум. 1948).
- 2 мая — Юргис Балтрушайтис, русский и литовский поэт-символист, дипломат (ум. 1944).
- 15 мая — Николай Николаевич Черепнин, русский композитор, дирижёр, пианист, педагог (ум. 1945).
- 17 мая — Анри Барбюс, французский писатель, журналист и общественный деятель (ум. 1935).
- 29 мая — Николай Эрнестович Бауман, российский революционный деятель (убит 1905).
- 16 июня — Антонина Васильевна Нежданова, русская и советская оперная певица (ум. 1950).
- 6 июля — Карл Адольфович Круг, русский и советский электротехник (ум. 1952).
- 22 августа — Александр Александрович Богданов, русский писатель и политический деятель (ум. 1928).
- 26 августа — Ли де Форест, американский изобретатель (ум. 1961).
- 1 сентября — Михаил Николаевич Римский-Корсаков, русский и советский зоолог, энтомолог, лесовод (ум. 1951).
- 3 октября — Иван Сергеевич Шмелёв, русский писатель, публицист, православный мыслитель («Гражданин Уклейкин», «Человек из ресторана», «Солнце мёртвых», «Богомолье», «Лето Господне») (ум. 1950).
- 8 октября — Алексей Викторович Щусев, русский и советский архитектор (ум. 1949).
- 9 октября — Карл Шварцшильд, немецкий астроном и физик (ум. 1916).
- 20 ноября — Уильям Вебер Кобленц, американский физик и астрофизик (ум. 1962).
- 23 ноября — Иоаким Иоакимович Вацетис, латышский, советский военачальник, главнокомандующий Вооружёнными Силами РСФСР (1918—1919) (расстрелян 1938).
- 2 декабря — Галилео Чини, итальянский художник: декоратор, рисовальщик, живописец, график и художник-керамист (ум. 1956).
- 13 декабря — Валерий Яковлевич Брюсов, русский поэт, прозаик, драматург, теоретик символизма, критик, переводчик, литературовед (ум. 1924).
- 20 декабря — Мехмет Акиф Эрсой, османский поэт, ветеринар, педагог, религиозный просветитель (ум. 1936).
- Иола Торнаги, итальянская и русская балерина, жена Ф. И. Шаляпина (ум. 1965).

## Скончались
См. также: Категория:Умершие в 1873 году
- 9 января — Наполеон III, Император Французов (род. 1808).
- 21 января — Елена Павловна (Фредерика Вюртембергская), русская великая княгиня, супруга великого князя Михаила Павловича, благотворительница, государственная и общественная деятельница (род. 1807).
- 12 февраля — Андрей Андреевич Жандр, русский драматург и переводчик (род. 1789).
- 4 марта — Зигфрид Бехер, австрийский статистик, политэконом и педагог (род. 1806)[10].
- 18 апреля — Юстус фон Либих, немецкий учёный-химик (род. 1803).
- 25 апреля — Фёдор Петрович Толстой, русский художник, медальер, скульптур (род. 1783).
- 15 мая — Александру Ион Куза, господарь Соединённых княжеств Молдавии и Валахии, первый правитель объединённой Румынии (род. 1820).
- 27 июля — Фёдор Иванович Тютчев, русский лирик, поэт-мыслитель, дипломат (род. 1803).
- 25 августа — граф Эуста́хы Тышке́вич, литовский и белорусский археолог, историк, коллекционер (род. 1814)
- 28 сентября — Эмиль Габорио, французский писатель один из основоположников детективного жанра (род. 1832).
- 3 октября — Капитан Джек, вождь индейского племени модок. Казнён (род. ок. 1837).
- дата неизвестна — Али Хаджи, малайский поэт (род. 1808).